# Championnats d'Europe de gymnastique artistique masculine 1990
Navigation
Stockholm 1989 Budapest 1992
Les 19e championnats d'Europe de gymnastique artistique masculine ont eu lieu à Lausanne en Suisse.

## Résultats

### Concours général individuel
| Rang               | Gymnaste                | Points |
| ------------------ | ----------------------- | ------ |
| Médaille d'or      | Valentin Mogilny (URS)  | 58.450 |
| Médaille d'argent  | Sergey Kharkov (URS)    | 58.300 |
| Médaille de bronze | Yuri Chechi (ITA)       | 58.200 |
| 4                  | Kalofer Hristozov (BUL) | 57.900 |
| 5                  | Vitaly Scherbo (URS)    | 57.550 |
| 6                  | Csaba Fajkusz (HUN)     | 57.150 |
| 7                  | Ralf Büchner (GDR)      | 57.100 |
| 7                  | Boris Preti (ITA)       | 57.100 |

### Finales par engins

#### Sol
| Rang               | Gymnaste                | Points |
| ------------------ | ----------------------- | ------ |
| Médaille d'or      | Vitaly Scherbo (URS)    | 9.825  |
| Médaille d'argent  | Sergei Kharkov (URS)    | 9.800  |
| Médaille de bronze | Adrian Gal (ROU)        | 9.700  |
| 4                  | Marius Gherman (ROU)    | 9.637  |
| 5                  | Yuri Chechi (ITA)       | 9.600  |
| 6                  | Kalofer Hristozov (BUL) | 9.512  |
| 7                  | Boris Preti (ITA)       | 9.487  |
| 8                  | Neil Thomas (GBR)       | 9.400  |

#### Cheval d'arçons
| Rang               | Gymnaste                | Points |
| ------------------ | ----------------------- | ------ |
| Médaille d'or      | Valentin Mogilny (URS)  | 9.937  |
| Médaille d'argent  | Jens Milbradt (GDR)     | 9.837  |
| Médaille de bronze | Sergei Kharkov (URS)    | 9.800  |
| 4                  | Kalofer Hristozov (BUL) | 9.775  |
| 5                  | Yuri Chechi (ITA)       | 9.700  |
| 6                  | Csaba Fajkusz (HUN)     | 9.637  |
| 7                  | Dimitar Taskov (BUL)    | 9.225  |
| 8                  | Jorgen Jonasson (SWE)   | 9.100  |

#### Anneaux
| Rang               | Gymnaste                   | Points |
| ------------------ | -------------------------- | ------ |
| Médaille d'or      | Yuri Chechi (ITA)          | 9.837  |
| Médaille d'argent  | Jens Milbradt (GDR)        | 9.712  |
| Médaille de bronze | Szilveszter Csollany (HUN) | 9.687  |
| 4                  | Kalofer Hristozov (BUL)    | 9.675  |
| 5                  | Boris Preti (ITA)          | 9.662  |
| 5                  | Valentin Mogilny (URS)     | 9.662  |
| 7                  | Sergei Kharkov (URS)       | 9.600  |
| 8                  | Ralf Buchner (GDR)         | 9.562  |

#### Saut de cheval
| Rang               | Gymnaste                   | Points |
| ------------------ | -------------------------- | ------ |
| Médaille d'or      | Vitaly Scherbo (URS)       | 9.943  |
| Médaille d'argent  | Ralf Buchner (GDR)         | 9.724  |
| Médaille de bronze | Neil Thomas (GBR)          | 9.625  |
| 4                  | James May (GBR)            | 9.593  |
| 5                  | Marius Gherman (ROU)       | 9.556  |
| 6                  | Sergei Kharkov (URS)       | 9.375  |
| 7                  | Szilveszter Csollany (HUN) | 9.275  |
| 8                  | Yuri Chechi (ITA)          | 9.175  |

#### Barres parallèles
| Rang               | Gymnaste                | Points |
| ------------------ | ----------------------- | ------ |
| Médaille d'or      | Daniel Giubellini (SUI) | 9.800  |
| Médaille d'or      | Valentin Mogilny (URS)  | 9.800  |
| Médaille de bronze | Kalofer Hristozov (BUL) | 9.750  |
| Médaille de bronze | Andre Hempel (GDR)      | 9.750  |
| 5                  | Sergei Kharkov (URS)    | 9.725  |
| 6                  | Dimitar Taskov (BUL)    | 9.687  |
| 7                  | Yuri Chechi (ITA)       | 9.650  |
| 8                  | Boris Preti (ITA)       | 9.400  |

#### Barre fixe
| Rang               | Gymnaste                | Points |
| ------------------ | ----------------------- | ------ |
| Médaille d'or      | Vitaly Scherbo (URS)    | 9.912  |
| Médaille d'argent  | René Plüss (SUI)        | 9.825  |
| Médaille de bronze | Alojz Kolman (YUG)      | 9.800  |
| Médaille de bronze | Ralf Buchner (GDR)      | 9.800  |
| 5                  | Sergei Kharkov (URS)    | 9.787  |
| 6                  | Kalofer Hristozov (BUL) | 9.675  |
| 6                  | Yuri Chechi (ITA)       | 9.675  |
| 8                  | Patrice Casimir (FRA)   | 9.562  |